# Tuina maurella
Tuina maurella là một loài bướm đêm thuộc phân họ Arctiinae, họ Erebidae.